# Podsavezna liga Zagrebačkog nogometnog podsaveza 1959./60.
Podsavezna liga Zagrebačkog nogometnog podsaveza je bila liga 4. stupnja nogometnog prvenstva Jugoslavije za sezonu 1959./60. 

Sudjelovalo je 12 klubova, a prvak je bio "Grafičar" iz Zagreba.

## Ljestvica
| mj. | klub                        | ut. | pob. | ner. | por. | gol+ | gol- | bod     |
| --- | --------------------------- | --- | ---- | ---- | ---- | ---- | ---- | ------- |
| 1.  | Grafičar Zagreb             | 22  | 18   | 4    | 0    | 82   | 20   | 40      |
| 2.  | Zvijezda Zagreb             | 22  | 16   | 0    | 6    | 69   | 32   | 32      |
| 3.  | Sava Zagreb                 | 22  | 12   | 3    | 7    | 63   | 25   | 27      |
| 4.  | OTJ Zagreb                  | 22  | 12   | 3    | 7    | 46   | 29   | 27      |
| 5.  | Crvena zvijezda Donji Laduč | 22  | 11   | 2    | 9    | 45   | 21   | 24      |
| 6.  | Prvomajska Zagreb           | 22  | 9    | 3    | 10   | 59   | 57   | 21      |
| 7.  | Sloboda Podsused            | 22  | 8    | 6    | 8    | 45   | 46   | 20 (-2) |
| 8.  | Maksimir Zagreb             | 22  | 7    | 5    | 10   | 33   | 47   | 19      |
| 9.  | Sloga Zagreb                | 22  | 7    | 4    | 11   | 30   | 36   | 18      |
| 10. | Elektrosond Zagreb          | 22  | 7    | 4    | 11   | 34   | 44   | 18      |
| 11. | Ponikve Zagreb              | 22  | 6    | 2    | 14   | 24   | 57   | 14      |
| 12. | Mesarski Zagreb             | 22  | 1    | 0    | 21   | 14   | 100  | 2       |

## Rezultatska križaljka
| kratica | klub                        | CRZ  | ELE | GRA | MAK | MES      | OTJ | PON | PRV | SAVA | SLOB | SLOG | ZVI |
| --- | --------------------------- | ---- | --- | --- | --- | -------- | --- | --- | --- | ---- | ---- | ---- | --- |
| CRZ | Crvena zvijezda Donji Laduč |      | 5:3 | 2:0 | 5:1 | 3:0 p.f. | 2:6 | 0:0 | 3:1 | 1:4  | 3:2  | 2:0  | 3:1 |
| ELE | Elektrosond Zagreb          | 1:2  |     | 1:6 | 1:3 | 3:0      | 1:2 | 3:0 | 2:2 | 1:0  | 0:0  | 1:3  | 1:2 |
| GRA | Grafičar Zagreb             | 4:0  | 4:2 |     | 2:2 | 7:0      | 3:1 | 9:0 | 3:2 | 1:0  | 9:1  | 3:1  | 6:2 |
| MAK | Maksimir Zagreb             | 1:0  | 1:3 | 1:1 |     | 3:0      | 0:2 | 2:2 | 4:2 | 1:3  | 1:1  | 2:1  | 1:4 |
| MES | Mesarski Zagreb             | 1:5  | 1:3 | 0:4 | 2:1 |          | 2:5 | 0:3 | 0:2 | 0:12 | 2:4  | 1:2  | 1:5 |
| OTJ | OTJ Zagreb                  | 5:1  | 0:1 | 0:0 | 2:0 | 3:0 p.f. |     | 2:0 | 6:0 | 1:0  | 4:2  | 1:1  | 1:3 |
| PON | Ponikve Zagreb              | 2:0  | 0:2 | 1:3 | 1:3 | 5:1      | 2:0 |     | 2:1 | 1:0  | 1:3  | 0:2  | 0:5 |
| PRV | Prvomajska Zagreb           | 3:2  | 2:2 | 2:5 | 6:0 | 9:0      | 0:5 | 5:1 |     | 3:2  | 2:2  | 4:2  | 2:3 |
| SAVA | Sava Zagreb                 | 6:1  | 1:0 | 0:2 | 2:2 | 5:0      | 4:1 | 9:1 | 1:2 |      | 2:2  | 0:0  | 3:0 |
| SLOB | Sloboda Podsused            | 0:2  | 7:2 | 1:2 | 2:0 | 2:0      | 0:0 | 4:1 | 5:2 | 3:4  |      | 0:2  | 2:1 |
| SLOG | Sloga Zagreb                | 3:1  | 0:0 | 0:5 | 0:3 | 7:1      | 0:1 | 2:1 | 3:6 | 1:2  | 0:0  |      | 0:1 |
| ZVI | Zvijezda Zagreb             | 11:0 | 3:1 | 1:2 | 5:1 | 7:2      | 3:2 | 1:0 | 4:1 | 0:1  | 6:2  | 1:0  |     |
| |                             |      |     |     |     |          |     |     |     |      |      |      |     |
| podebljan rezultat - utakmice od 1. do 11. kola (1. utakmica između klubova) rezultat normalne debljine - utakmice od 12. do 22. kola (2. utakmica između klubova) rezultat nakošen - nije vidljiv redoslijed odigravanja međusobnih utakmica iz dostupnih izvora rezultat nakošen i smanjen * - iz dostupnih izvora nije uočljiv domaćin susreta prekrižen rezultat - poništena ili brisana utakmica p - utakmica prekinuta 3:0 p.f. / 0:3 p.f. - rezultat 3:0 bez borbe |                             |      |     |     |     |          |     |     |     |      |      |      |     |

## Poveznice
- Prvenstva Zagrebačkog nogometnog podsaveza
- Zagrebački nogometni podsavez
- Zagrebačka zona 1959./60.